# Villanueva de Duero
Villanueva de Duero község Spanyolországban, Valladolid tartományban. Villanueva de Duero Valladolid, Viana de Cega, Valdestillas, Serrada, Tordesillas, San Miguel del Pino, Geria és Simancas községekkel határos. Lakosainak száma 1258 fő (2024).

## Népesség
A település népessége az utóbbi években az alábbiak szerint változott:
| Lakosok száma | 995  | 1067 | 1159 | 1193 | 1200 | 1202 | 1165 | 1184 | 1238 | 1258 |
|               | 2001 | 2004 | 2007 | 2009 | 2012 | 2014 | 2017 | 2019 | 2022 | 2024 |